# Цайзль, Анджей
Анджей Цайзль (пол.  Andrzej Zeisl; около 1756 — 30 ноября 1829) — римско-католический священник, каноник Львовского латинского собора, педагог, доктор богословия, ректор Львовского лицея (1812—1813, ныне Львовский университет), государственный советник.

## Биография
В 1782 году — рукоположен, служил священником. В 1790 году стал директором главной школы (Hauptschule) в Станиславове (ныне Ивано-Франковск), затем учителем гимназии в Ряшеве.
В 1805—1807 годах — советником по духовным делам. Враждебно относился к УГКЦ и её обрядам.
В 1812—1829 годах руководил богословским факультетом Львовского лицея, в 1812—1813 году — ректор Львовского лицея (ныне Львовский университет).